# Mihajlo Ivanovics Fomenko
Mihajlo Ivanovics Fomenko, ukránul: Михайло Іванович Фоменко (Mala Ribicja, 1948. szeptember 19. – 2024. április 29.) szovjet válogatott ukrán labdarúgó, edző.

## Pályafutása

### Klubcsapatokban
Labdarúgó-pályafutását a FC Frunzenets-Liha-99 Sumy csapatánál kezdte el. 1970–1972 között a Zarja Vorosilovgrád labdarúgója volt, majd 1972-ben leigazolta őt a Gyinamo Kijev csapata; a klubbal háromszor lett szovjet bajnok, kétszer szovjet kupagyőztes, valamint tagja volt az 1975-ben Kupagyőztesek Európa-kupája és UEFA-szuperkupa győztes csapatnak is. A Gyinamo Kijev csapatától 1979-ben vonult vissza.

### A válogatottban
1972–1976 között 24 alkalommal lépett pályára a szovjet válogatottban; tagja volt az 1976-os olimpiai bronzérmes keretnek.

### Edzőként
Számos ukrán csapatot edzett, edzősködött Grúziában is, valamint szövetségi kapitányként segítette az iraki, a guineai és az ukrán labdarúgó-válogatottat is. Legnagyobb sikereit a Dinamo Kijiv edzőjeként érte el 1993-ban, amikor ukrán bajnoki címig és kupagyőzelemig vezette csapatát. 

## Sikerei, díjai

### Játékosként
Gyinamo Kijev :
- Szovjet labdarúgó-bajnokság győztes: 1974, 1975, 1977
- Szovjet labdarúgókupa győztes: 1974, 1978
- Kupagyőztesek Európa-kupája győztes: 1975
- UEFA-szuperkupa győztes: 1975

 Szovjetunió :
- Olimpiai bronzérem: 1976

### Edzőként
Dinamo Kijiv :
- Ukrán labdarúgó-bajnokság győztes: 1993
- Ukrán labdarúgókupa győztes: 1993